# Micrurapteryx gerasimovi
Micrurapteryx gerasimovi är en fjärilsart som beskrevs av Ermolaev 1982. Micrurapteryx gerasimovi ingår i släktet Micrurapteryx och familjen styltmalar. Inga underarter finns listade i Catalogue of Life.